# Noragugume
Noragugume (sardinsky: Noragùgume) je italská obec (comune) v provincii Nuoro v regionu Sardinie. Nachází se ve výšce 288 metrů nad mořem a má 278 obyvatel. Rozloha obce je 26,73 km².